# Renault 10
O Renault 10 é um automóvel com motor traseiro e tração traseira produzido pela fabricante francesa Renault entre 1965 e 1971. Uma versão maior e mais sofisticada do 8, foi lançado em 1965. Em 1971, foi substituído pelo Renault 12 com tração dianteira, que foi produzido em paralelo por dois anos.
O 10 também foi produzido na Bulgária até 1970 e na Espanha.

## História

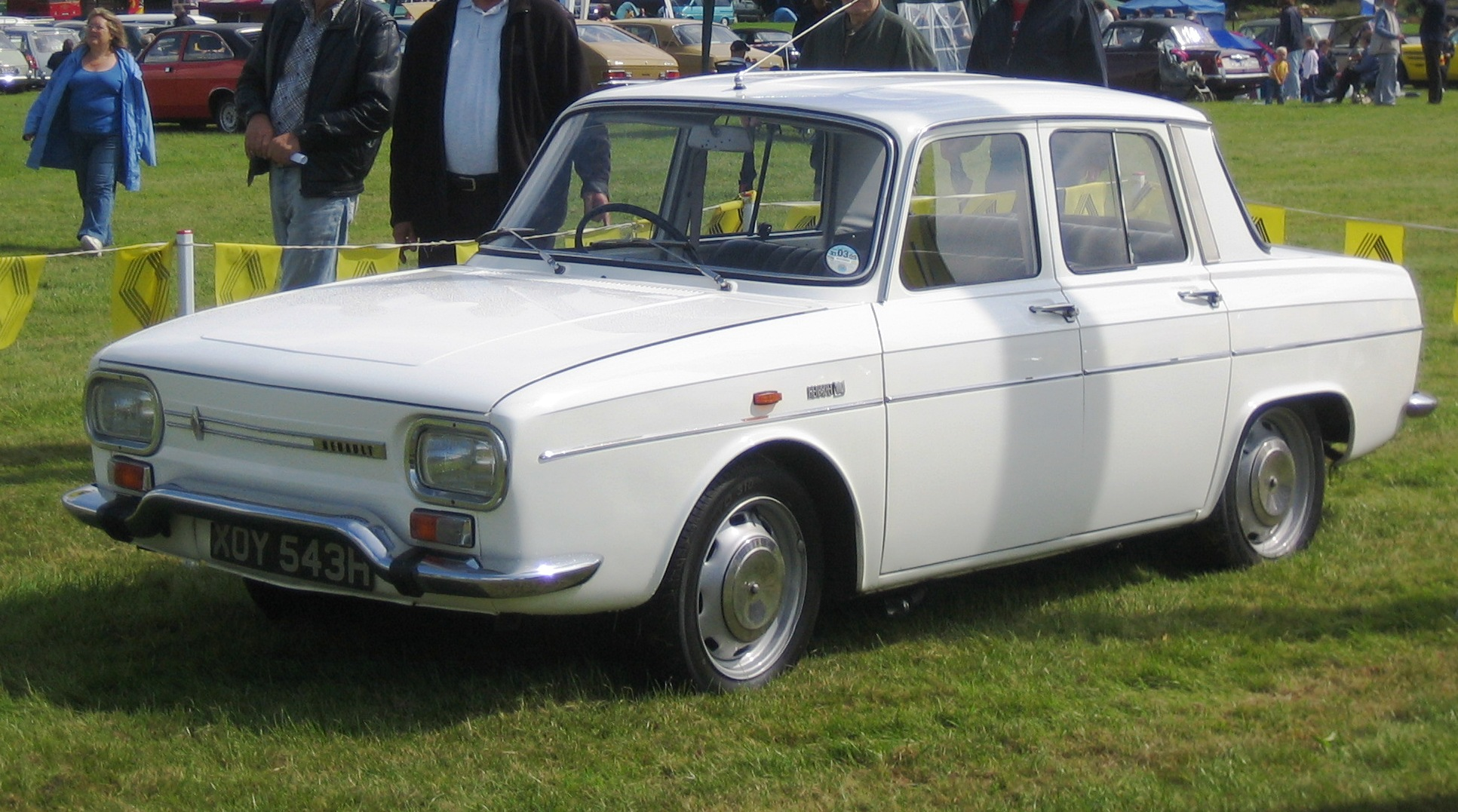
Renault 10 (1967–1970), versão de faróis quadrados

Em setembro de 1965, o Renault 10 Major (marcado em alguns mercados como Renault 1100) foi lançado, substituindo o Renault 8 Major. Esta era uma versão alongada do Renault 8 com um balanço dianteiro aumentado e um porta-malas dianteiro muito maior, sua capacidade aumentou de 240 para 315 litros. A frente e a traseira dos carros foram totalmente redesenhadas, enquanto as dimensões e a chapa da cabine central de passageiros permaneceram inalteradas. O motor de 1.108 cc, que para alguns mercados já havia aparecido nas versões topo de linha do Renault 8, veio do Renault Caravelle. No mercado francês, o Renault 10 se viu lutando para competir com o bem-sucedido Peugeot 204 lançado no mesmo ano. Nos Estados Unidos, o Renault 10 foi oferecido como "O Renault para pessoas que juraram que nunca comprariam outro", após a reputação decepcionante do Dauphine.
Os primeiros R10 tinham faróis redondos, mas apenas dois anos após o lançamento o próprio 10 foi reestilizado, com faróis retangulares que agora o diferenciavam ainda mais do Renault 8. Os faróis redondos selados foram mantidos para os mercados dos EUA e Canadá.
Junto com o Renault 10, versões menos potentes do Renault 8 continuaram em produção na fábrica de Flins com a carroceria mais curta existente.
Uma unidade maior, o motor de 1289 cc do novo Renault 12, foi instalado no Renault 10 para o Salão do Automóvel de Paris em outubro de 1970, dando origem ao Renault 10-1300. Embora o motor montado na parte traseira do Renault 10-1300 fosse, em muitos aspectos, idêntico ao instalado na frente do Renault 12, a unidade no carro mais antigo foi efetivamente desafinada, com uma taxa de compressão reduzida e uma saída máxima listada de 52 PS SAE, enquanto a unidade no Renault 12 foi anunciada como fornecendo 60 PS SAE. A Renault ofereceu, portanto, dois modelos concorrentes na mesma categoria de mercado, mas o antigo design com motor traseiro veio com um preço listado 1.000 francos (aproximadamente 10%) menor e uma velocidade máxima de 135 km/h, contra 145 km/h do Renault 12 de nível básico. A versão de 1108 cc do motor ainda era oferecida em 1970, mas agora apenas quando combinada com a transmissão semiautomática Jaeger "operada por botão", que era oferecida em versões anteriores do carro desde 1963.

### Fim da produção
A produção francesa do Renault 10 cessou no final do verão de 1971, época em que o modelo já estava sendo vendido há dois anos em paralelo com o comercialmente mais bem-sucedido Renault 12. Embora a produção do Renault 10 tenha terminado em 1971, o 8 ainda era vendido na França até 1973.